# Conte di Dunmore
Conte di Dunmore è un titolo di un pari di Scozia. È stato creato nel 1686 per Lord Charles Murray, secondo figlio di John Murray, I marchese di Atholl. Venne nominato Lord Murray di Blair, Moulin e Tillimet (o Tullimet) e visconte di Fincastle. Gli succedette suo figlio, il secondo conte, un generale dell'esercito e si sedette nella Camera dei lord (1713-1715 e 1727-1752). Suo fratello minore, William Murray, in seguito il terzo conte, fu coinvolto nella rivolta giacobita del 1745 e fu processato per alto tradimento nel 1746. Murray si dichiarò colpevole, ma ricevette la grazia da re Giorgio II.
Al terzo conte succedette il figlio, il quarto conte. Fu un membro della Camera dei lord (1761-1774 e 1776-1790) e fu anche come Governatore di New York, della Virginia e della Bahamas. Suo figlio maggiore, il quinto conte, rappresentò brevemente Liskeard nella Camera dei Comuni. Nel 1831 fu creato Barone Dunmore, di Dunmore nella foresta di Athole nella contea di Perth, nel pari del Regno Unito, che ha dato a lui e ai suoi discendenti un seggio permanente alla Camera dei lord.
George Murray, V conte di Dunmore, acquistò la tenuta di Harris da Alexander Norman Macleod per £ 60.000 nel 1834. Nel 1839, gli abitanti di South Harris furono espulsi dalle loro case da soldati armati e da un drappello di poliziotti di Glasgow agendo su ordine del governo, per volere del conte di Dunmore. Il sesto conte di Dunmore aveva ereditato Harris dopo la morte del padre e la lasciò al figlio dopo la sua morte.
Il settimo conte di Dunmore fu Lord-in-waiting nella seconda amministrazione di Benjamin Disraeli e fu anche Lord luogotenente di Stirlingshire. Gli succedette il figlio, l'ottavo conte.
A partire dal 2010 i titoli sono detenuti dal dodicesimo conte, che succedette al padre nel 1995. Vive in Australia.

## Conti di Dunmore (1686)
- Charles Murray, I conte di Dunmore (1661-1710)
- John Murray, II conte di Dunmore (1685-1752)
- William Murray, III conte di Dunmore (1696-1756)
- John Murray, IV conte di Dunmore (1730-1809)
- George Murray, V conte di Dunmore (1762-1836)
- Alexander Murray, VI conte di Dunmore (1804-1845)
- Charles Murray, VII conte di Dunmore (1841-1907)
- Alexander Murray, VIII conte di Dunmore (1871-1962)
- John Murray, IX conte di Dunmore (1939-1980)
- Reginald Murray, X conte di Dunmore (1911-1981)
- Kenneth Murray, XI conte di Dunmore (1913-1995)
- Malcolm Murray, XII conte di Dunmore (1946)